# NHL 1920./21.
NHL-sezona 1920./21. je četvrta sezona NHL-a. Igralo se dva kruga po 10 tj. 14 utakmica. Momčad Ottawa Senatorsa je ove godina obranila naslov i pobijedili Stanleyjev kup. U kvalifikacijama za Stanleyjev kup pobijedili su momčad Toronto St. Patricksa i u finalu savladali su momčad Vancouver Millionairesa.
Quebec Bulldogs prodani su u Hamilton i otad se zovu Hamilton Tigers.
Krajem 1920. Frank Calder, predsjednik NHL-a, htio je prebaciti dva igrača Ottawe u Hamilton, da momčadi u ligi budu jednako jake. Igrači nisu htjeli i ostali su u Ottawi.
Momčad iz Ottawe je bila i zadužena za jedan incident. Napustili su led, jer su se osjećali oštećeni. Momčad Montreala je dala još dva gola u prazni gol i pobijedili utakmicu s 5:3.  

## Regularna sezona

### Ljestvice
Kratice: P = Pobjede, Po. = Porazi, N = Neriješeno, G= Golovi, PG = Primljeni golovi, B = Bodovi
| Prvi krug            | P | Po. | N | G  | PG | B  |
| -------------------- | - | --- | - | -- | -- | -- |
| Ottawa Senators      | 8 | 2   | 0 | 49 | 23 | 16 |
| Toronto St. Patricks | 5 | 5   | 0 | 39 | 47 | 10 |
| Montreal Canadiens   | 4 | 6   | 0 | 37 | 51 | 8  |
| Hamilton Tigers      | 3 | 7   | 0 | 34 | 38 | 6  |

| Drugi krug           | P  | Po. | N | G  | PG | B  |
| -------------------- | -- | --- | - | -- | -- | -- |
| Toronto St. Patricks | 10 | 4   | 0 | 66 | 53 | 20 |
| Montreal Canadiens   | 9  | 5   | 0 | 75 | 48 | 18 |
| Ottawa Senators      | 6  | 8   | 0 | 48 | 52 | 12 |
| Hamilton Tigers      | 3  | 11  | 0 | 58 | 94 | 6  |

### Najbolji strijelci
Kratice: Ut. = Utakmice, G = Golovi, A = Asistencije, B = Bodovi
| Igrač           | Momčad           | Ut. | G  | A  | B  |
| --------------- | ---------------- | --- | -- | -- | -- |
| Newsy Lalonde   | Montreal         | 24  | 33 | 10 | 43 |
| Babe Dye        | Hamilton/Toronto | 24  | 35 | 5  | 40 |
| Cy Denneny      | Ottawa           | 24  | 34 | 5  | 39 |
| Joe Malone      | Hamilton         | 20  | 28 | 9  | 37 |
| Frank Nighbor   | Ottawa           | 24  | 19 | 10 | 29 |
| Reg Noble       | Toronto          | 24  | 19 | 8  | 27 |
| Harry Cameron   | Toronto          | 24  | 18 | 9  | 27 |
| Goldie Prodgers | Hamilton         | 24  | 18 | 9  | 27 |
| Corb Denneny    | Toronto          | 20  | 19 | 7  | 26 |
| Jack Darragh    | Ottawa           | 24  | 11 | 15 | 26 |

## Doigravanje za Stanleyjev kup
Sve utakmice odigrane su 1921. godine.

### Finale Stanleyjeva kupa
| Vancouver Millionaires vs. Ottawa Senators                     | Vancouver Millionaires vs. Ottawa Senators | Vancouver Millionaires vs. Ottawa Senators | Vancouver Millionaires vs. Ottawa Senators | Vancouver Millionaires vs. Ottawa Senators | Vancouver Millionaires vs. Ottawa Senators |
| Datum                                                          | Gostujuća momčad                           | Gostujuća momčad                           | Domaćin                                    | Domaćin                                    |                                            |
| -------------------------------------------------------------- | ------------------------------------------ | ------------------------------------------ | ------------------------------------------ | ------------------------------------------ | ------------------------------------------ |
| 21. ožujka                                                     | Ottawa                                     | 1                                          | 2                                          | Vancouver                                  |                                            |
| 24. ožujka                                                     | Ottawa                                     | 4                                          | 3                                          | Vancouver                                  |                                            |
| 28. ožujka                                                     | Ottawa                                     | 3                                          | 2                                          | Vancouver                                  |                                            |
| 31. ožujka                                                     | Ottawa                                     | 2                                          | 3                                          | Vancouver                                  |                                            |
| 4. travnja                                                     | Ottawa                                     | 2                                          | 1                                          | Vancouver                                  |                                            |
| Ottawa pobjeđuje seriju sa 3:2 i ponovo osvoji Stanleyjev kup. |                                            |                                            |                                            |                                            |                                            |

## Vanjske poveznice
- Hacx.de: Sve ljestvice NHL-a  Arhivirana inačica izvorne stranice od 24. siječnja 2008. (Wayback Machine)